# Tomiyamichthys smithi
Tomiyamichthys smithi es una especie de peces de la familia de los Gobiidae en el orden de los Perciformes.

## Morfología
Los machos pueden llegar a alcanzar los 9,5 cm de longitud total y las  hembras 9,79.

## Hábitat
Es un pez de Mar y, de clima subtropical y asociado a los  arrecifes de coral que vive hasta los 100 m de profundidad.

## Distribución geográfica
Se encuentra al sudeste de Taiwán. 

## Observaciones
Es inofensivo para los humanos. 